# Marius Isoard
Pour les articles homonymes, voir Isoard.
Joseph Marius Victor Isoard, né le 15 décembre 1839 à Reillanne et mort le 4 mai 1894 à Marseille, est un homme politique français, maire de Marseille de 1873 à 1874 et député des Basses-Alpes de 1889 à 1893, exerçant la profession de médecin.

## Biographie
Avant de devenir député, Joseph Isoard est interne puis chef interne des hôpitaux de Marseille. Il enseigne en outre l'anatomie à l'École des beaux-arts. Il est notamment l'auteur d'une thèse intitulée Du traitement conservateur dans les fractures compliquées des membres (Montpellier, 1865).
Républicain de conviction, il devient maire de Marseille en 1873 avant d'être révoqué, lui et son conseil municipal, par le gouvernement d'ordre moral l'année suivante.